# Couto de Baixo
Couto de Baixo is een plaats (freguesia) in de Portugese gemeente Viseu en telt 780 inwoners (2001).